# Запис Рацин орах (Стрмостен)
Запис Рацин орах (Стрмостен) се налази на парцели чији је власник Арсић Радосав.

## Локација
| Општина             | Деспотовац                                                       |
| Катастарска општина | Стрмостен                                                        |
| Потес               | Камењара                                                         |
| Координате          | 44° 06′ 08″ С; 21° 36′ 23″ И / 44.1021° С; 21.606400000000001° И |
| Надморска висина    | 318m                                                             |

## Карактеристике
Дендрометријске вредности утврђене на терену и сателитским снимцима:
| Стабло                     | Орах |
| Висина стабла              | m    |
| Обим дебла                 | m    |
| Пречник крошње             | 18m  |
| Пречник дебла              | m    |
| Висина дебла до прве гране | m    |

## База записа
Запис је у оквиру Викимедија пројекта "Запис - Свето дрво" заведен под редним бројем 0412.